# Страффорд (Нью-Гемпшир)
Страффорд (англ. Strafford) — місто (англ. town) в США, в окрузі Страффорд штату Нью-Гемпшир. Населення — 4230 осіб (2020).

## Демографія
Згідно з переписом 2010 року, у місті мешкала 3991 особа в 1458 домогосподарствах у складі 1168 родин. Було 1784 помешкання
Расовий склад населення:
| - 98,2 % — білих - 0,3 % — чорних або афроамериканців - 0,3 % — азіатів - 0,2 % — корінних американців |

До двох чи більше рас належало 1,0 %. Частка іспаномовних становила 1,1 % від усіх жителів.
За віковим діапазоном населення розподілялося таким чином: 24,0 % — особи молодші 18 років, 65,9 % — особи у віці 18—64 років, 10,1 % — особи у віці 65 років та старші. Медіана віку мешканця становила 44,0 року. На 100 осіб жіночої статі у місті припадало 101,7 чоловіків;  на 100 жінок у віці від 18 років та старших — 100,1 чоловіків також старших 18 років.
Середній дохід на одне домашнє господарство  становив 117 992 долари США (медіана — 106 250), а середній дохід на одну сім'ю — 134 419 доларів (медіана — 112 989). Медіана доходів становила 57 321 долар для чоловіків та 37 442 долари для жінок. За межею бідності перебувало 2,8 % осіб, у тому числі 0,7 % дітей у віці до 18 років та 2,4 % осіб у віці 65 років та старших.
Цивільне працевлаштоване населення становило 2214 осіб. Основні галузі зайнятості: освіта, охорона здоров'я та соціальна допомога — 30,5 %, роздрібна торгівля — 11,7 %, виробництво — 10,8 %.